# Lonchocarpus obtusus
Lonchocarpus obtusus är en ärtväxtart som beskrevs av George Bentham. Lonchocarpus obtusus ingår i släktet Lonchocarpus och familjen ärtväxter. Inga underarter finns listade i Catalogue of Life.